# 弓波英人
弓波 英人（ゆみなみえいと、1999年〈平成11年〉7月2日 - ）は、日本のプロバスケットボール指導者。千葉県習志野市出身。B.LEAGUE・長崎ヴェルカのコーチ。

## 来歴
ミニバスのコーチをしていた父親の影響で4歳からバスケットボールを始める。
9歳のある日、父親から「アメリカでバスケしたいか」と聞かれ「行きたい」と答えたことで家族三人で渡米。父信一は、伊藤拓摩・大司兄弟が渡米してキャリアを切り拓き成功したことに影響され、我が子も本場へ連れて行くことを考えていた。
パインレイク・プレップ高校に進学後は学校代表チームでプレーし、3シーズン通算で平均10.1得点、5.0アシスト、2.1リバウンド、1.8スティールという数字を残した。
かねてよりNCAAディビジョン1のチームでのプレーを夢見ていたところ、高校のコーチの尽力によりジョージア州にあるジョージアサザン大学へウォークオン（奨学金のない学生アスリート）で入る。出場機会はさほど多くなかったものの、コート入りするときには先頭で入るなどし、コーチやファンの心をつかんでいた。
大学からはアシスタントとして迎え入れる意向も伝えられていたが、2021-22シーズンから設立初年度の長崎ヴェルカに選手として加入。
プロ初出場は2022年2月5日の豊田合成スコーピオンズ戦で、また同試合でプロ初得点を3Pで決めた。
選手としてのみならず、スカウティングデータ収集を行ったり試合のない日はスクールコーチを行うなどコーチングの経験も積んだのち、2022-23シーズンからはコーチ選任となった。
2022-23シーズンはインターンコーチ。
2023-24シーズンはスキルコーチ。
2024-25シーズンは通訳兼ヘッドコーチ付トップアシスタント/VCDP。
2025-26シーズンはアシスタントコーチ。

## 人物
大学ではビジネスマネジメントを専攻し、ディビジョンIのヘッドコーチになることを目指していた。
学業は何度も表彰されるほど優秀で、大学も3年生で卒業できるほどのレベルであった。
長崎ヴェルカでの背番号8番は名前の「エイト」から。

## 受賞歴
- 2019-20 Sun Belt Commissioner’s List
- 2018-2019 Sun Belt Commissioner’s List
- PGC Leadership Award from North Carolina Coaches Association
- SPAC All Conference 1st Team
- PAC-7 All Conference
- PLP Holiday Tournament All-Tournament Team 2x

## 個人成績
| シーズン   | チーム | GP | GS | MPG | FG%  | 3P%  | FT% | RPG | APG | SPG | BPG | TO  | PPG |
| ---------- | ------ | -- | -- | --- | ---- | ---- | --- | --- | --- | --- | --- | --- | --- |
| B3 2021-22 | 長崎   | 4  | 0  | 3.5 | .333 | .667 | 1.0 | 0   | 0.2 | 0.2 | 0   | 0.2 | 2.5 |